# Ivor Bulmer-Thomas
Ivor Bulmer-Thomas (ur. 30 listopada 1905, zm. 7 października 1993) – brytyjski polityk Partii Pracy a od 1947 Partia Konserwatywnej, deputowany Izby Gmin.

## Działalność polityczna
W okresie od 13 lutego 1942 do 23 lutego 1950 reprezentował okręg wyborczy Keighley w brytyjskiej Izbie Gmin.